# Heliaster kubiniji

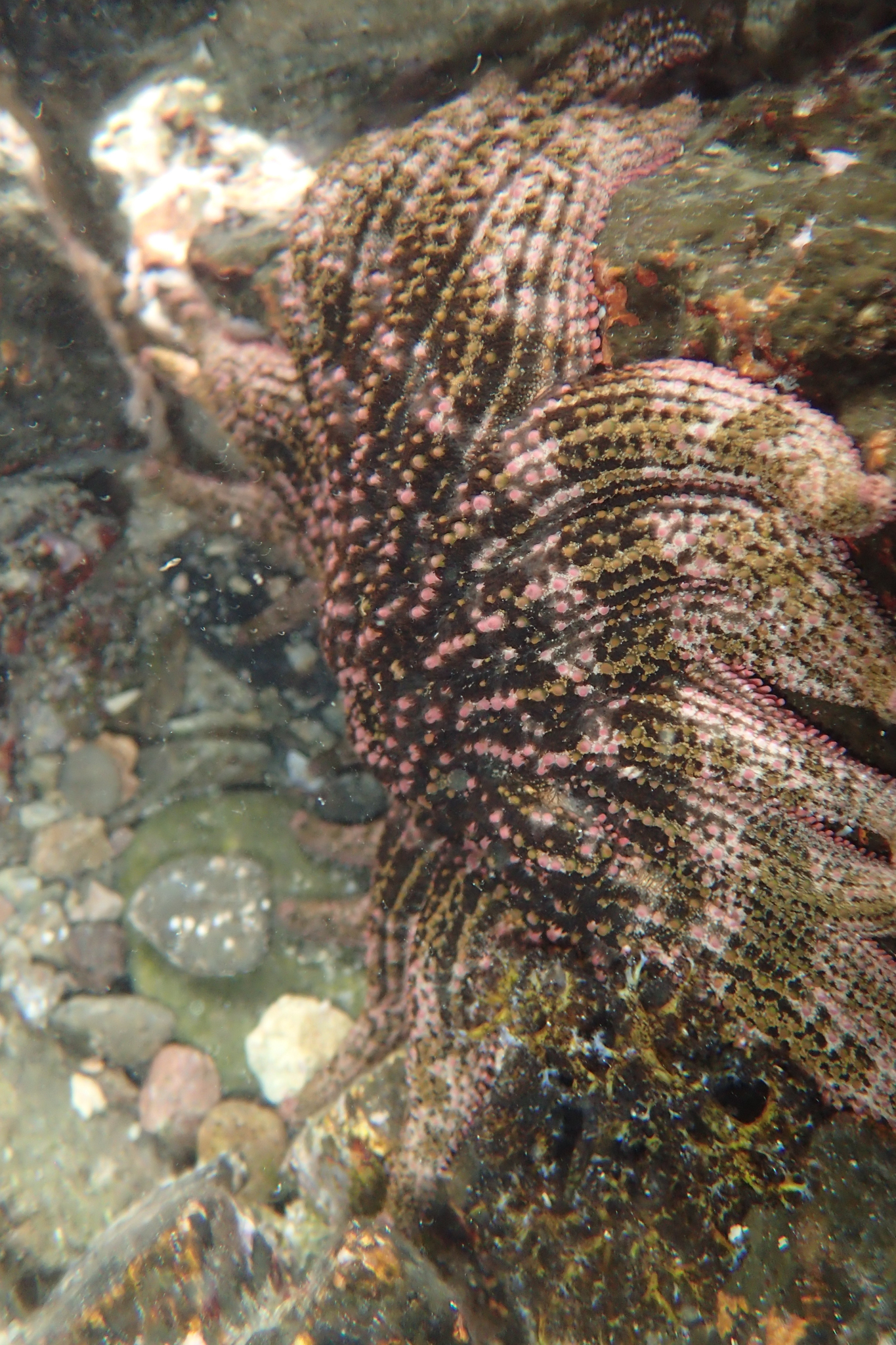
Hình ảnh của Heliaster kubiniji

Heliaster kubiniji là tên của một loài sao biển nằm trong bộ Forcipulatida. Nơi chúng sống là vùng thủy triều lên xuống ở vùng biển California, Mexico và Nicaragua tại Thái Bình Dương.

## Mô tả
Sau khi trải qua quá trình biến thái hoàn toàn, con non chỉ có 5 cánh, nhưng càng lớn thì cánh càng mọc thêm và đến khi trưởng thành thì nó có từ 19 đến 25 cánh. Những cá thể lớn sẽ có màu hoa cà với những vết, dải màu xanh lá, đen. Còn cá thể nhỏ sẽ có màu sẫm. Đường chính của nó là khoảng 15 cm.

## Phân bố
Nó là loài bản địa của miền biển phía đông của Thái Bình Dương. Phạm vi nó sinh sống là từ mũi Mendocino, California đến Nicaragua.

## Sinh thái học
Nó là loài săn mồi và ăn những gì mà nó săn được. Cụ thể là hà, các loài thân mềm hai mảnh vỏ, các loài lớp Chân bụng, hải quỳ, hải sâm, cua và các loài lớp Polyplacophora.
Loài này sinh sống ở vùng thủy triểu lên xuống ở vịnh California. Chúng bám trên đá, lẩn trốn dưới sỏi và mật độ khi đó là 1 cá thể trên 1 mét vuông. Năm 1978, lượng sao biển ở đây bị giảm đột ngột do dịch sao biển. Cộng với nhiệt độ nước tăng lên do hiện tượng El Niño khiến loài này tuyệt chủng ở đây và đến năm 2000, chẳng ai thấy chúng cả. Nó là loài săn mồi đứng đầu chuỗi thức ăn nên thiếu nó sẽ dẫn đến việc mất cân bằng sinh thái. May mắn là lượng ốc Morula ferruginosa tăng đột ngột và thay thế vai trò của loài sao biển này tại đây.